# Schanna Borissowna Nemzowa

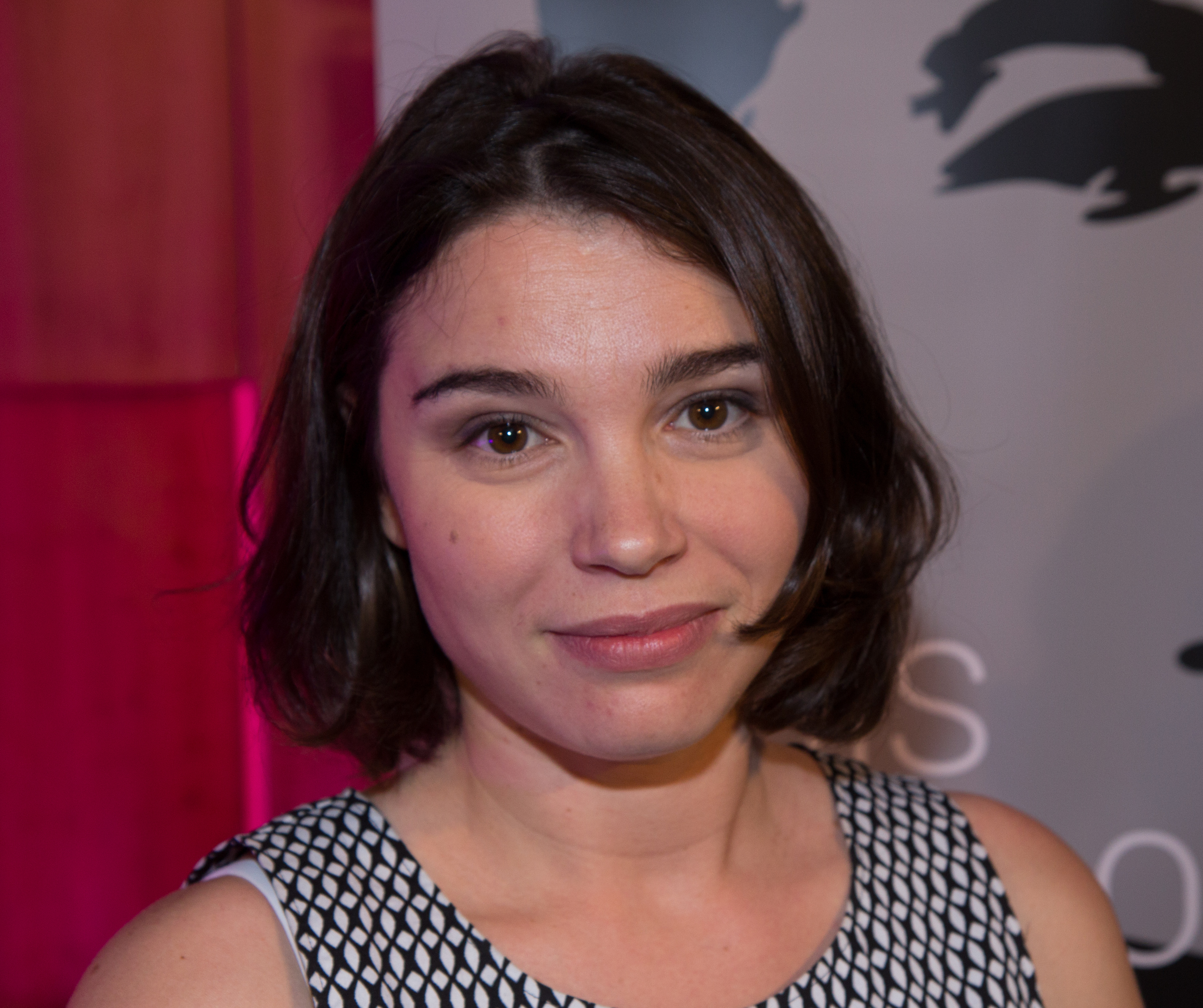
Schanna Nemzowa (2018)

Schanna Borissowna Nemzowa (russisch Жанна Борисовна Немцова; * 26. März 1984 in Gorki, Sowjetunion) ist eine russische Journalistin und Moderatorin. Nach der Ermordung ihres Vaters Boris Nemzow gründete sie 2015 die Boris-Nemzow-Stiftung für die Freiheit.

## Leben
Schanna Nemzowa ist die älteste Tochter des Politikers Boris Nemzow und seiner Ehefrau Raissa.
1997 übersiedelte Familie Nemzow von Nischni Nowgorod in die Hauptstadt Russlands, wo Schanna begann, eine Eliteschule zu besuchen. Im Alter von 15 Jahren (1999) war sie als Praktikantin beim regierungskritischen Radiosender Echo Moskwy tätig. Professionelle Ausbildung erhielt sie am Staatlichen Moskauer Institut für Internationale Beziehungen und an der 1931 gegründeten Moskauer Staatlichen Juristischen Universität (Kutafin Moscow State Law University (MSAL)). Neben ihrer russischen Muttersprache spricht sie fließend Englisch und Portugiesisch.
Nemzowa begann ihre berufliche Laufbahn beim russischen TV-Sender RBK, bei dem sie Sendungen moderierte und Vertreter aus Wirtschaft und Politik interviewte. Der Kreml forderte vom Eigentümer dieses Fernsehsenders, die Journalistin zu entlassen. Am 27. Februar 2015 wurde ihr Vater auf der Großen Moskwa-Brücke im Zentrum Moskaus ermordet. Danach emigrierte Nemzowa nach Deutschland und erhielt einen Vertrag bei der Deutschen Welle. Ab August 2015 arbeitete sie in der russischen Redaktion des Auslandssenders in Bonn, sie führte bei DW jahrelang eine eigene Interviewsendung.
Am 4. August 2015 wurde ihr vom polnischen Außenministerium der hochdotierte Lech-Wałęsa-Solidaritätspreis verliehen. Nach der Ermordung ihres Vaters gründete sie am 9. November 2015 die Boris-Nemzow-Stiftung für die Freiheit in Bonn, und 2016 stiftete sie den Boris-Nemzow-Preis.

## Privates
Nach Abschluss der  Universität heiratete Nemzowa einen Freund ihres Vaters, den 15 Jahre älteren Vizepräsidenten der russischen Bank Petrokommerz, Dmitri Alexandrowitsch Stepanow. Später ernannte er sie zur Vizepräsidentin seiner Firma Mercury Capital Trust. 2011 wurde das Ehepaar geschieden. Während ihr Vater jüdische Wurzeln hatte, gehört ihre Mutter Raissa Achmetowna der tatarischen Minderheit an.

## Werke
- Schanna Nemzowa: Russland wachrütteln – Mein Vater Boris Nemzow und sein politisches Erbe. Aus dem Russischen von Boris Reitschuster. Ullstein, Berlin 2016, ISBN 978-3-550-08129-3.
- Schanna Nemzowa: Die Tochter Ihres Vaters. Eksmo,  Moskau 2021, ISBN 978-5-04-113428-0.